# Mosinet Geremew
Mosinet Geremew (* 12. Februar 1992) ist ein äthiopischer Langstreckenläufer.
Am 27. November 2011 lief er beim Great Ethiopian Run in Addis Abeba mit 28:37 min als Erster durchs Ziel.
2012 gewann er über die 10-Kilometer-Strecke den Paderborner Osterlauf nach 27:53 min.
Mitte Februar 2015 siegte er beim RAK-Halbmarathon in Ra’s al-Chaima nach 1:00:05 h. Am 19. April gewann er den Yangzhou-Jianzhen-Halbmarathon mit einem neuen Streckenrekord in 59:52 min. Im Mai siegte er beim World 10K Bangalore. Bei den Weltmeisterschaften in Peking landete er auf Platz 11 im 10.000-Meter-Lauf.
2016 verteidigte er seinen Titel beim Yangzhou-Jianzhen-Halbmarathon erfolgreich. 2017 wurde er in 2:10:20 h Zweiter beim Xiamen-Marathon und gewann zum dritten Mal in Folge den Yangzhou-Jianzhen-Halbmarathon.
2018 siegte er beim Dubai-Marathon in der Streckenrekordzeit von 2:04:00 h. Beim Yangzhou-Jianzhen-Halbmarathon lief er zu seinem mittlerweile vierten Sieg bei dieser Veranstaltung. Den Buenos-Aires-Halbmarathon gewann er mit einem neuen Streckenrekord von 59:48 hmin. Beim Chicago-Marathon belegte er hinter dem Briten Mo Farah den zweiten Rang.
2019 gewann er im März den Lissabon-Halbmarathon in 59:37 min. Ende April lief er beim London-Marathon in 2:02:55 h hinter Eliud Kipchoge als bis dahin zweitschnellster Marathonläufer aller Zeiten auf Platz zwei. Bei den Weltmeisterschaften in Doha gewann er in 2:10:44 h hinter seinem Landsmann Lelisa Desisa die Silbermedaille im Marathonlauf.
Beim London-Marathon 2020 wurde Geremew in 2:06:04 h Vierter.
Im April 2022 siegte Geremew beim Seoul International Marathon in der Streckenrekordzeit von 2:04:43 h. Im Juli 2022 wurde er bei den Weltmeisterschaften in Eugene mit 2:06:44 h erneut Vizeweltmeister über die Marathondistanz.

## Persönliche Bestzeiten
- 5000 m: 13:17,41 min, 19. Mai 2012, Shanghai
- 10.000 m: 27:18,86 min, 17. Juni 2015, Hengelo
- 10-km-Straßenlauf: 27:36 min, 25. November 2012, Hyderabad
- Halbmarathon: 59:11 min, 23. November 2014, New Delhi
- Marathon: 2:02:55 h, 28. April 2019, London